# Herbertiens
Les Herbertiens ou Herbertides ou Maison  de Vermandois sont un lignage de la noblesse franque dont plusieurs membres se prénommèrent Herbert. 

## Famille issue de la dynastie carolingienne
C'est une branche de la dynastie carolingienne, issue du roi Bernard d'Italie, fils illégitime du roi Pépin d'Italie. Cette ascendance conféra un réel prestige à la famille des Herbertiens qui noua des alliances avec les plus grandes familles franques. 
Ainsi, le grand-père d'Hugues Capet, le roi Robert Ier épousa une Herbertienne, de même que Charles de Basse-Lotharingie ; et la fille du dernier comte de Vermandois, Adélaïde se maria vers 1080 à Hugues le Grand, fils d'Henri Ier, roi de France et d'Anne de Kiev.

## Famille avec un fort ancrage territorial
Cette famille s'implanta dans le Vermandois dont plusieurs de ses membres furent comtes. La puissance territoriale des Herbertiens atteignit son apogée avec Herbert II de Vermandois.
Les Herbertiens jouèrent un rôle important, par la force de cette assise territoriale en Vermandois, conjuguée au prestige de leur ascendance. Il en résulta des prétentions peu voilées lors des derniers règnes carolingiens, Herbert III de Vermandois se titrant ainsi deux fois comte des Francs en 968 et 980.

## Postérité de la famille

Les armes des Rouvroy de Saint-Simon, portant en premier et dernier quartiers les armes attribuées aux Vermandois

Le dernier comte de Vermandois de la famille des Herbertiens fut Herbert IV  mort vers 1080. La fille d'Herbert IV, Adélaïde (v.1062 † 1122) se maria vers 1080 à Hugues Ier le Grand (v.1057 † 1102), fils du roi de France, Henri Ier, qui devint comte de Vermandois et de Valois, Ce mariage scella la naissance de la Maison capétienne de Vermandois.
Les Herbertiens se perpétuèrent également en dehors de la lignée des comtes de Vermandois. En effet, la famille des comtes de Chiny et des seigneurs de Mellier, Neufchâteau et Falkenstein serait une branche de la famille des Herbertiens. Avec la descendance des comtes de Chiny, il y aurait ainsi eu des Herbertiens et donc des Carolingiens jusqu'au début du XIVe siècle.
La famille de Rouvroy de Saint-Simon prétendait descendre des Herbertiens par un fils inconnu d'Eudes l'Insensé, fils d'Herbert IV. Cette ascendance est réfutée par les historiens, mais les armes de la famille continuent de porter l'échiqueté d'or et d'azur que l'on attribue - à tort - aux comtes de Vermandois

## Généalogie
- Charlemagne, roi des Francs empereur d'Occident 
ép. Hildegarde
  - Pépin d'Italie (777 † 810), roi d'Italie (781-810) 
conc. Chrothais
    - Bernard d'Italie (797 † 818), roi d'Italie (813-817)
ép. Cunégonde
      - Pépin II (vivant en 840), comte au nord de la Seine
        - Bernard, comte dans la Laonnais vers 877
        - Pépin, comte au nord de Paris entre 877 et 893
          - Bernard (885 † ap.949), comte de Beauvais
          - N
            - Theodoric (cité en 945), comte
 

        - Herbert Ier (v.850 † 900/907), comte de Vermandois
          - Herbert II (880 † 943), comte de Vermandois et de Meaux 
ép. Adèle de France
            - Eudes (v.915 † ap.946), comte d'Amiens
 
            - Adèle († 960)
ép. 934 Arnoul Ier (890 † 964), comte de Flandre
 
            - Hugues (920 † 962), comte et évêque de Reims
 
            - Liutgarde
ép. 1) 937 Guillaume Ier Longue-épée († 942), duc de Normandie
ép. 2) 943 Thibaud Ier le Tricheur († 975), comte de Blois
 
            - Herbert III le Vieux (v.927 † 982), comte d'Omois
ép. Edwige de Wessex
 
            - Robert Ier (v. 932 † ap.966), comte de Meaux et de Troyes
ép. Adélaïde, dite Werra
              - Herbert IV le Jeune (950 † 995), comte de Troyes et de Meaux
                - Étienne (995 † 1021), comte de Troyes et de Meaux
 

              - Adèle (v.950 † 974)), ép. 965 Geoffroy Ier Grisegonelle († 987), comte d'Anjou
              - ép. Ne 970 Charles, duc de Basse-Lotharingie.
 

            - Albert Ier (v. 934 † 987), comte de Vermandois
ép. Gerberge de Lotharingie
              - Herbert III (942 † 993/1002), comte de Vermandois
ép. Ermengarde
                - Albert II (977 † 1015), comte de Vermandois
                - Otton (979 † 1043), comte de Vermandois
ép. Pavia
                  - Herbert IV (1028 † 1080), comte de Vermandois et comte de Valois
ép. Alix de Valois
                    - Eudes l'insensé († ap. 1085)
                    - Adélaïde (v.1062 † 1122)
ép. 1080 Hugues Ier le Grand (v.1057 † 1102), comte de Vermandois et de Valois
 

                  - Simon
                  - Pierre
 

              - Otton Ier, seigneur de Warcq, comte de Chiny
                - comtes de Chiny
 

              - Liudolph (v.957 † av.986), évêque de Noyon
 

            - Guy Ier († ap. 986), comte de Soissons
ép. Adélaïde
              - Renaud Ier († 1057), comte de Soissons
ép. Lescelinde
                - Guy II († 1057), comte de Soissons
sans union
                - Adélaïde († 1105), comtesse de Soissons
ép. Guillaume Busac

          - Béatrice, ép. Robert Ier, roi de France († 923)
          - Cunégonde, ép. 915 Odon Ier, comte de Wetterau
 

        - Cunégonde
        - une fille (Adèle ?), qui aurait épousé :
 1) Bérenger, marquis de Neustrie
 2) Guy, comte de Senlis
 

    - Adélaïde
    - Adula
    - Goundrade
    - Berthe
    - Théodrade